# Chicoreus palmarosae
Chicoreus palmarosae (nomeada, em inglês, rose-branch Murex; na tradução para o português, "Murex ramo cor-de-rosa"; também denominada leafy hornmouth ou foliated thorn purpura) é uma espécie de molusco gastrópode marinho do gênero Chicoreus e pertencente à família Muricidae, na ordem Neogastropoda. Foi classificada por Jean-Baptiste de Lamarck como Murex palmarosae, em 1822, na obra Histoire naturelle des animaux sans vertèbres, présentant les caractères généraux et particuliers de ces animaux, leur distribution, leurs classes, leurs familles, leurs genres, et la citation des principales espèces qui s'y rapportent; précédée d'une introduction offrant la détermination des caractères essentiels de l'animal, sa distinction du végétal et des autres corps naturel; enfin, l'exposition des principes fondamentaux de la zoologie. Tome septième. 711 pp. É nativa do Indo-Pacífico e do Pacífico ocidental, de Sri Lanka ao sudoeste do Japão e Filipinas.

## Descrição da concha
Concha de 10 até 13 centímetros de comprimento, de coloração castanha, vermelha ou amarelada, cor-de-rosa a salmão, apresentando espiral moderadamente alta e canal sifonal destacado; com relevo de estrias espirais profundas, de coloração mais escurecida, sobre sua superfície, cruzadas por três espessamentos (varizes) por volta, onde se destacam projeções frondosas. Columela lisa e branca. Lábio externo circular e dotado de opérculo córneo de coloração castanha.

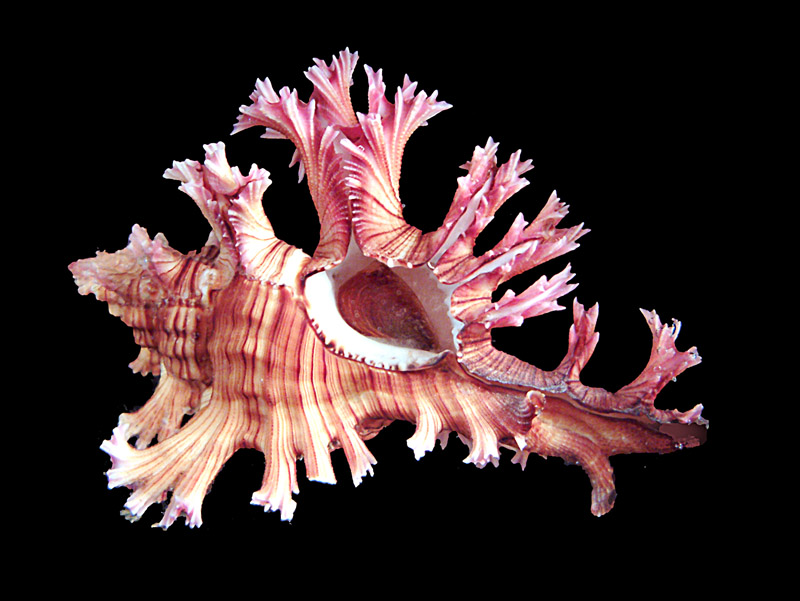
Fotografia mostrando a vista inferior da concha de C. palmarosae (Lamarck, 1822).

## Habitat, distribuição geográfica e uso
Chicoreus palmarosae ocorre em águas de baixa profundidade da zona nerítica do Indo-Pacífico e do Pacífico ocidental, de Sri Lanka ao sudoeste do Japão e Filipinas. É coletada para colecionismo, sendo uma das "mais belas de todas as conchas". No Sri Lanka, traficantes sem escrúpulos melhoram a aparência dessas conchas, mergulhando-as em um corante rosa ou violeta.